# Baoshan (district)

District Baoshan

Baoshan (Vereenvoudigd Chinees: 宝山区, Traditioneel Chinees: 寶山區, pinyin: Bǎoshān Qū) is een district in het uiterste noorden van de stadsprovincie Shanghai gelegen, vlak ten noorden van de binnenstad Puxi. Het district Baoshan heeft een oppervlakte van 424,58 km² en telde in 2003 854.340 inwoners.
De Huangpu Jiang mondt uit in de Yangtze aan de oostgrens van het district. De volledige noordgrens van het district wordt gevormd door de trechtermonding van de Yangtze. De metro van Shanghai bedient het district met de lijnen 1, 3 en 7.
Het district is de locatie van hoofdkwartier en voornaamste productie-eenheid van Baowu, een zeer groot Fortune Global 500 ijzer- en staalverwerkend bedrijf. De grootste campus van de universiteit van Shanghai is eveneens in Baoshan gelegen. Vanuit Baoshan kan nog steeds een ferry genomen worden naar het eiland Chongming. De trip van 2 uur is minder populair, sinds de aanleg van de brug Shanghai Changjiang Daqiao.

## Galerij

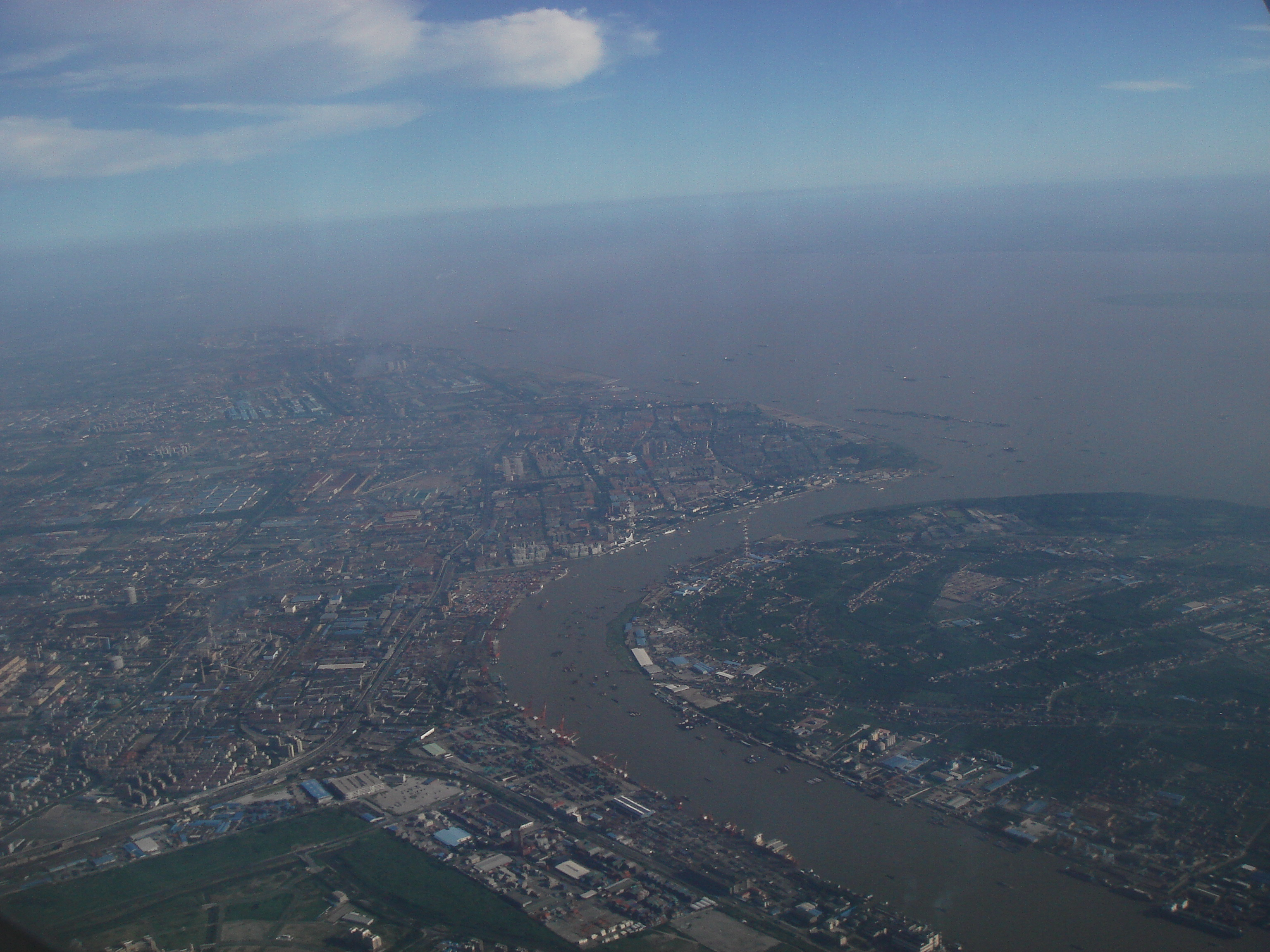
Monding van de Huangpu Jiang in de Yangtze, de linkeroever van de Huangpu is het district Baoshan.